# Shurgard
Shurgard Denmark ApS er den danske del af den International virksomhed Shurgard Self Storage / Public Storage. Virksomheden tilbyder  lagerhoteller 10 steder i Danmark, ca. 250 steder i Europa og ca. 2200 steder i USA. Markedsideen er at kunne opbevare personlige ejendele i et aflåseligt depot.
I det danske selskab er Duncan Geoffrey Bell direktør.
Moderselskabet Public Storage er noteret i S&P 500 aktieindekset.

## Historie
Begge virksomheder Public Storage og Shurgard Storage Centers blev grundlagt i 1972 i USA. Shurgard åbnede i 1995 sit første lagerhotel i Bruxelles, og efterfølgende i flere andre Europæiske lande. I 2006 opkøbte Public Storage Shurgard, men i Europa drives forretningen fortsat under navnet Shurgard.

## Galleri
- Public Storage i Los Angeles.
- Shurgard Self Storage i London.